# Potrerillos (ort i Honduras, Departamento de Cortés, lat 15,63, long -88,30)
Potrerillos är en ort i Honduras.   Den ligger i departementet Departamento de Cortés, i den västra delen av landet, 210 km nordväst om huvudstaden Tegucigalpa. Potrerillos ligger 8 meter över havet och antalet invånare är 1 102.
Terrängen runt Potrerillos är varierad. Runt Potrerillos är det ganska glesbefolkat, med 30 invånare per kvadratkilometer. Närmaste större samhälle är Cuyamel, 11,3 km öster om Potrerillos. 